# Microtonus sticticopterus
Microtonus sticticopterus is een keversoort uit de familie zwamspartelkevers (Melandryidae). De wetenschappelijke naam van de soort werd in 1893 gepubliceerd door George Charles Champion.